# Luis Vidal (Fußballspieler, 1916)
Luis Enrique Vidal Gimó (* 30. März 1916; † 27. Februar 1999), auch unter dem Spitznamen Huacho bekannt, war ein chilenischer Fußballspieler und späterer -trainer. Der Abwehrspieler lief in drei Länderspielen für die chilenische Fußballnationalmannschaft auf.

## Karriere

### Verein
Luis Vidal begann im Alter von zehn Jahren beim Colegio San Agustín und wechselte ein Jahr später in die Jugend von Unión Española. Dort wurde der Verteidiger 1933 zur Profimannschaft befördert, auch wenn er erst 1936 sein Pflichtspieldebüt beim Klub spanischer Einwanderer gab. Dort spielte er bis 1939, dem Jahr in dem sich Unión Española aufgrund des spanischen Bürgerkriegs aus der Liga zurückzog. Wie andere Teamkollegen auch, ging Vidal zum CD Universidad Católica. Bei den Cruzados spielte Vidal bis 1949 und gewann in seinem letzten Karrierejahr die Meisterschaft, auch wenn er wegen einer Verletzung kein einziges Spiel absolvierte.

### Nationalmannschaft
Sein Debüt für die chilenische Nationalmannschaft gab Luis Vidal beim Campeonato Sudamericano 1941 unter Máximo Garay beim 1:0-Erfolg über Titelverteidiger Peru. Der Verteidiger spielte in drei der vier Turnierspiele für die La Roja, die nach zwei Siegen und zwei Niederlagen auf dem dritten Platz landete. Die 0:1-Niederlage gegen Argentinien beim Turnier war das letzte Länderspiel für Vidal.

### Trainer
Nach seiner aktiven Karriere war Luis Vidal auch als Trainer tätig. Größter Erfolg war der Gewinn der Meisterschaft 1966 mit dem CD Universidad Católica. Neben UC war er auch bei Unión La Calera (1954), CD O’Higgins (1972) und dem CS Emelec (1974) tätig.

## Erfolge

### Spieler
Universidad Católica
- Chilenischer Meister: 1949

### Trainer
Universidad Católica
- Chilenischer Meister: 1966